# Samsung Galaxy A5 (2016)
O Samsung Galaxy A5 (2016) ou Samsung Galaxy A5 2016 Edition é um smartphone Android desenvolvido e fabricado pela Samsung Electronics. Faz parte da série Galaxy A, que é voltada para o mercado intermediário.

## Especificações

### Software
O smartphone sai de fábrica com sistema operacional móvel Android 5.1.1 "Lollipop".

## Disponibilidade
O Samsung Galaxy A5 (2016) foi lançamento na China em 15 de dezembro de 2015 e, desde abril de 2016, encontrava-se disponível em diversos países da Europa, África, América Latina e Ásia.